# Salamanca (Madrid)
El distrito de Salamanca, también citado frecuentemente como barrio de Salamanca, es uno de los 21 distritos que forman el municipio de Madrid (España). Debe su nombre a su constructor, el malagueño José de Salamanca y Mayol, marqués de Salamanca, que lo promovió y erigió en parte en el siglo XIX. Se ha convertido en una de las más importantes zonas comerciales de la ciudad y uno de los distritos de mayor nivel de vida de España con la mayor zona de compras de lujo de Madrid en torno a la Milla de Oro, que incluye las calles Serrano, Claudio Coello, Lagasca y Ortega y Gasset. Tiene una población de 147 707 habitantes según censo del INE de 2008. A fecha de 2016, es el distrito con las casas más caras por metro cuadrado de toda España.

## Límites
Su ubicación geográfica viene definida por las calles limítrofes:
- Por el oeste, Doctor Marañón, paseo de la Castellana, glorieta de Emilio Castelar, paso elevado de Enrique de la Mata Gorostizaga, plaza de Colón y paseo de Recoletos (limitando con los distritos de Chamberí y Centro)
- Por el sur, Plaza de Cibeles, calle Alcalá, plaza de la Independencia, calle O'Donnell y M-23 (limitando con los distritos de Centro, Retiro y Moratalaz)
- Por el este, autopista M-30 (limitando con el distrito de Ciudad Lineal)
- Por el norte, calle María de Molina, avenida de América y A-2 - E-90 (limitando con el distrito de Chamartín)

## Barrios
Administrativamente, se divide en distintos barrios:
- Recoletos (41), situado entre las calles Menéndez Pelayo, Príncipe de Vergara, Ramón de la Cruz, Pº de la Castellana, Pº de Recoletos, Alcalá y O'Donnell (en el mapa de distritos, abajo a la izquierda).
- Goya (42), situado entre las calles O'Donnell, Doctor Esquerdo, Ramón de la Cruz, Príncipe de Vergara y Menéndez Pelayo (en el mapa de distritos, abajo en el centro).
- Fuente del Berro (43), situado entre las calles Doctor Esquerdo, O'Donnell, Avda. de la Paz y Alcalá (en el mapa, abajo a la derecha).
- La Guindalera (44), situado entre las calles Francisco Silvela, Alcalá, Avda. de la Paz y Avda. de América. En La Guindalera se incluye el sub-barrio popularmente conocido como Parque de las Avenidas, que constituye la última ampliación de La Guindalera (en el mapa, arriba en la derecha). Estuvo situada en sus cercanías la Colonia de Madrid Moderno.
- Lista (45), situado entre las calles María de Molina, Francisco Silvela, Ramón de la Cruz y Príncipe de Vergara (en el mapa, arriba en el centro).
- Castellana (46), situado entre el Pº de la Castellana, Ramón de la Cruz, Príncipe de Vergara y María de Molina (en el mapa, arriba a la izquierda).

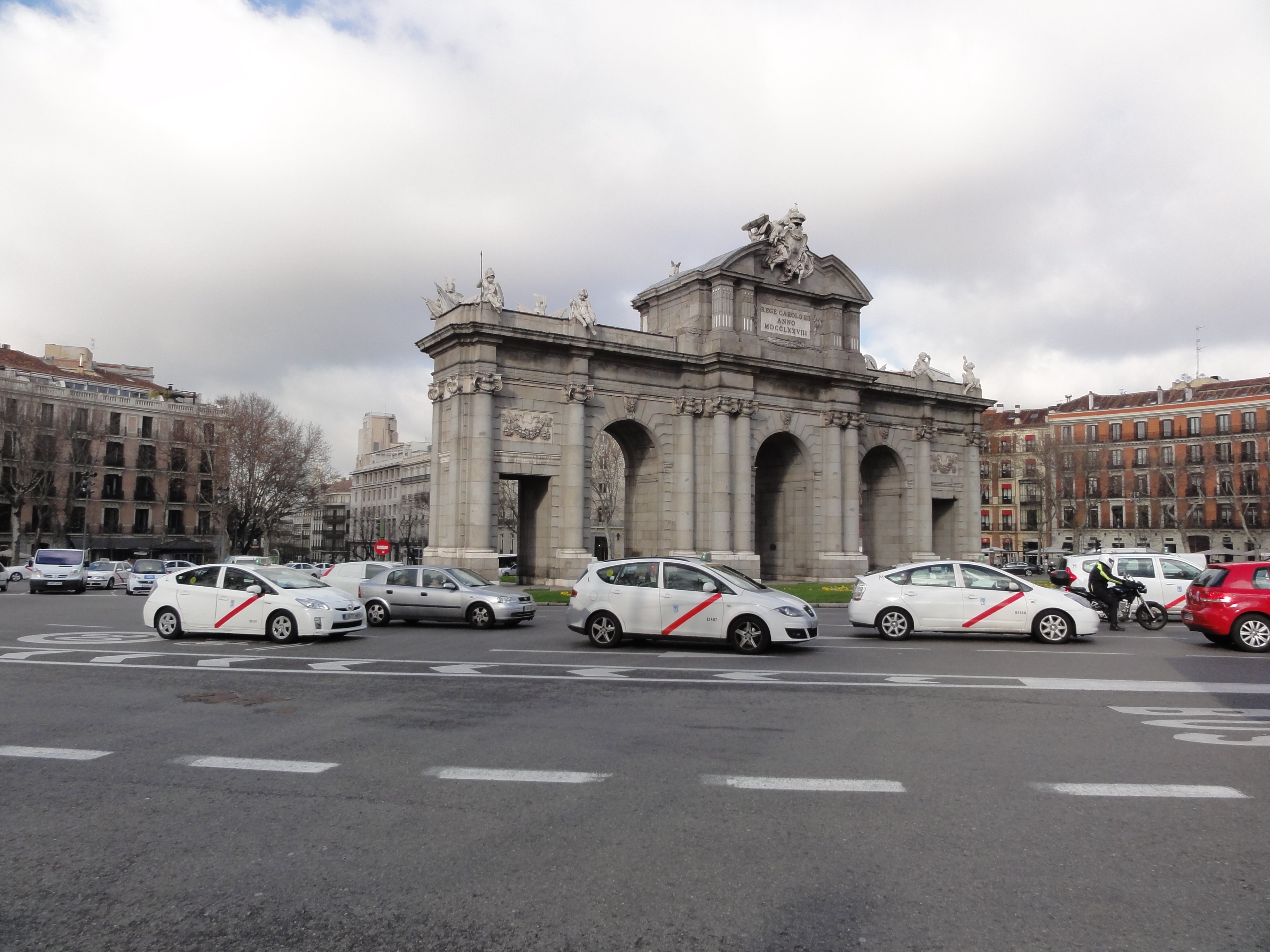
Puerta de Alcalá

Los barrios de Recoletos, Goya, Lista y Castellana se distinguen por su proyección para el ensanche por el marqués de Salamanca, donde nos encontramos una estructura reticular muy definida, con calles perpendiculares, únicamente repetida en Argüelles-Chamberí aunque a menor escala. Estos son barrios eminentemente residenciales y comerciales, que se encuentran muy bien comunicados, las viviendas, especialmente en las zonas de Castellana y Recoletos, se encuentran entre las más caras de Madrid y en las calles de Serrano y José Ortega y Gasset (Lista) se ubican los más prestigiosos comercios de lujo, por lo que son los preferidos por los madrileños con gran poder adquisitivo, aristócratas, diplomáticos etc.
Las principales avenidas que estructuran el distrito son de oeste a este: Serrano, Velázquez, Príncipe de Vergara, Conde de Peñalver y Francisco Silvela. De norte a sur: María de Molina, Diego de León, Ortega y Gasset (antes Lista), Goya, O'Donnell. La plaza del Marqués de Salamanca es un elemento vertebrador del Plan Castro y la calle Alcalá también cohesiona el conjunto.

## Elecciones municipales

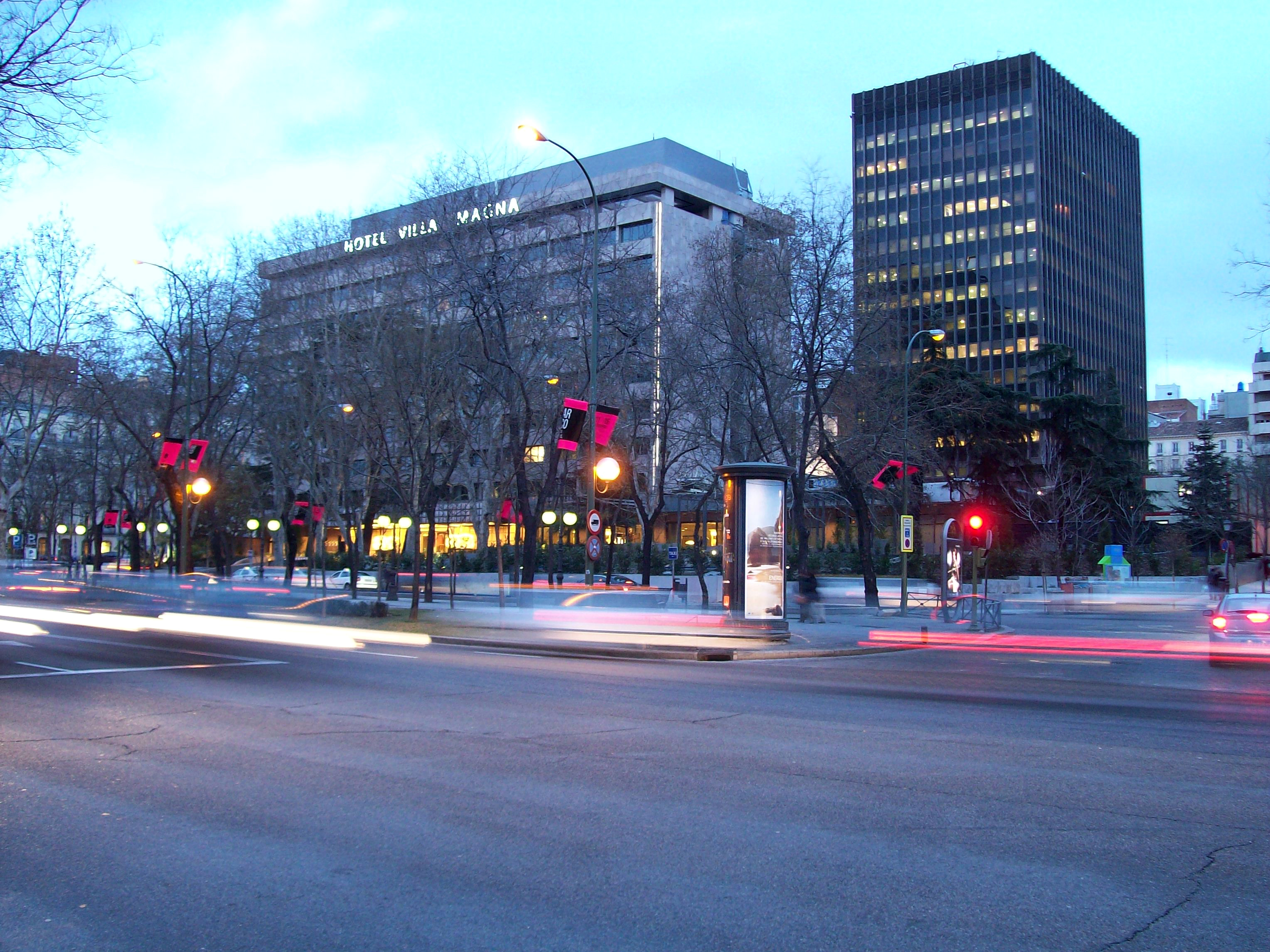
P.^{o} de la Castellana

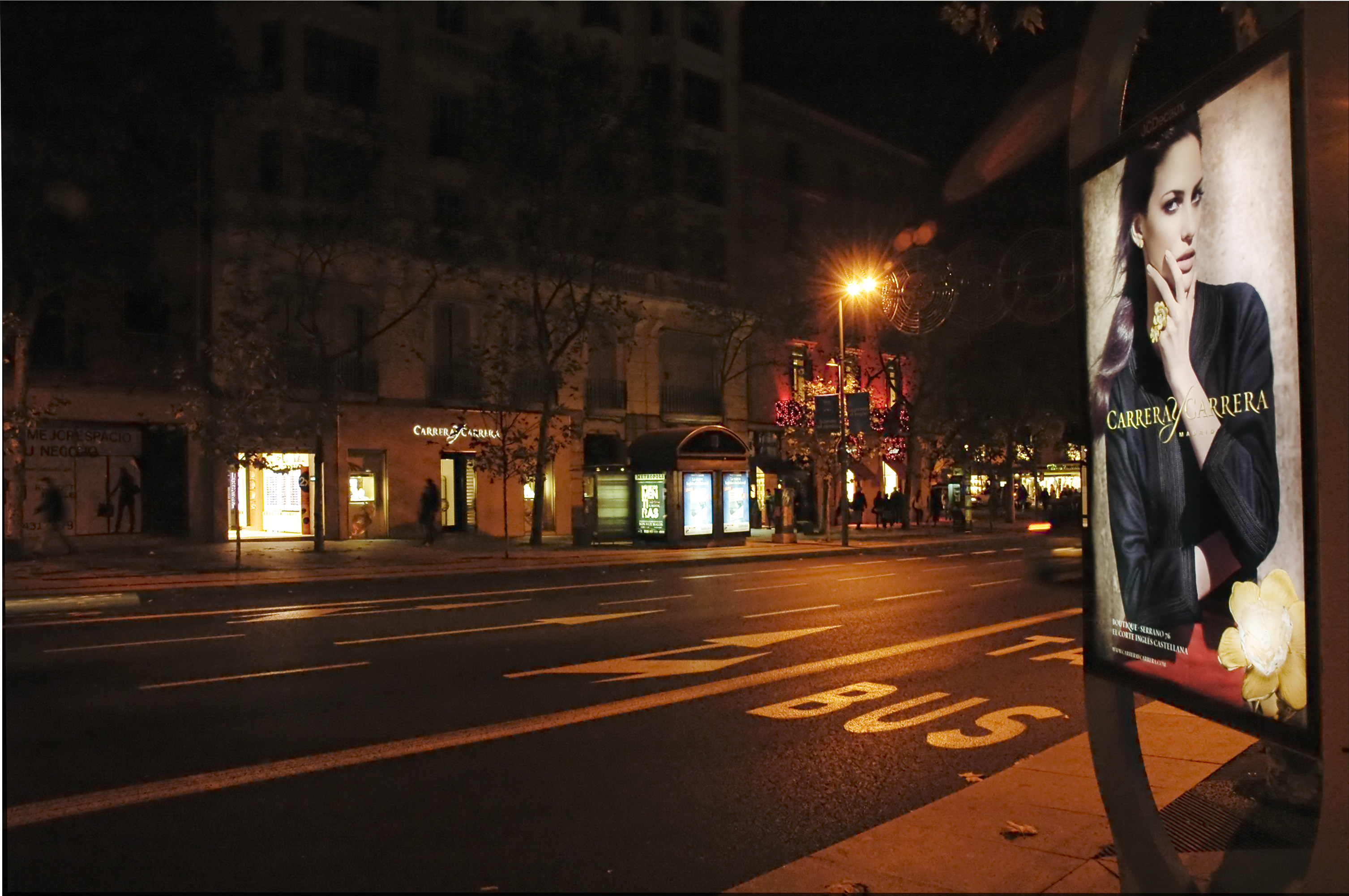
Boutique de la joyería madrileña Carrera y Carrera en el barrio Castellana

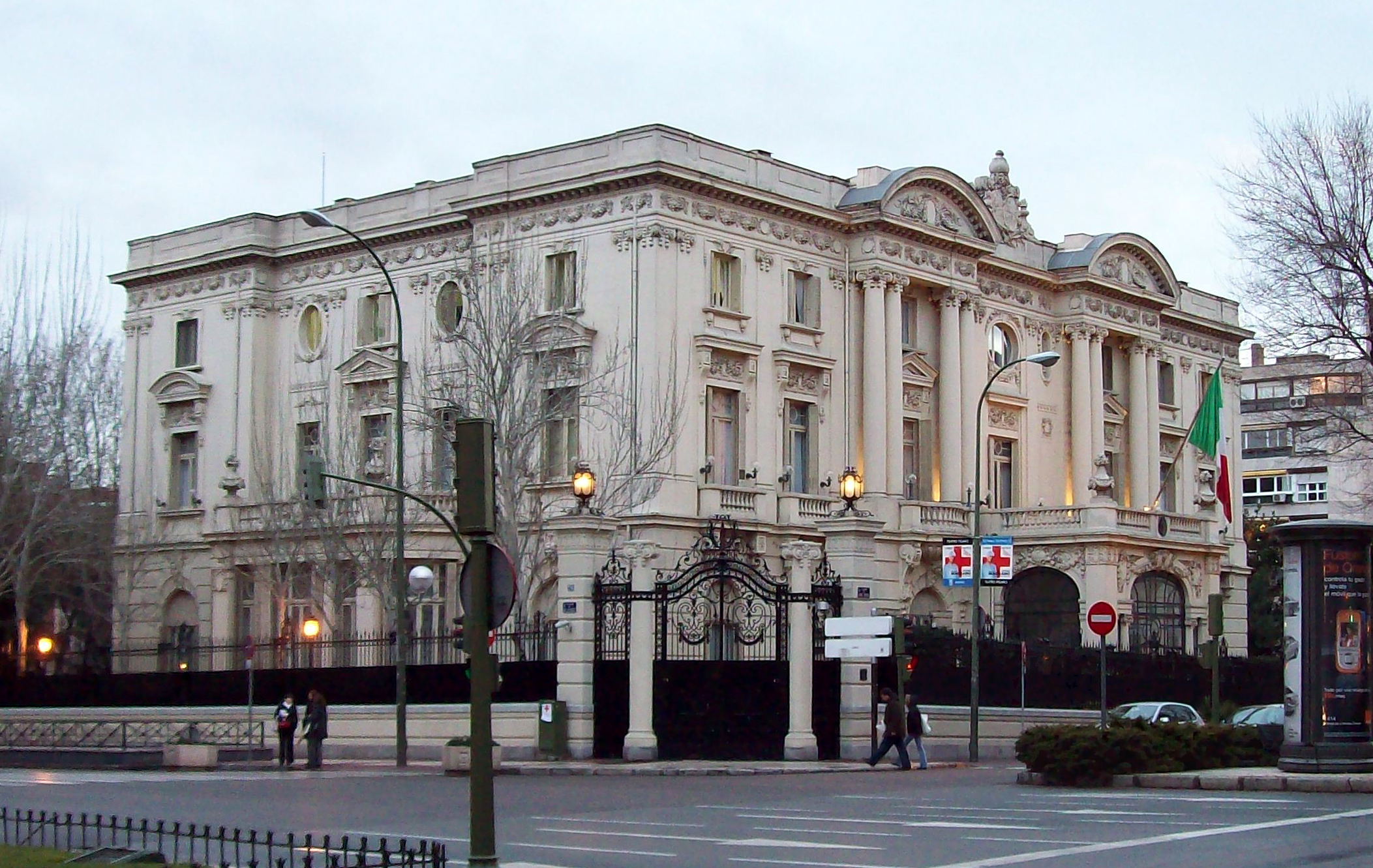
Palacio de Amboage (Embajada de Italia)

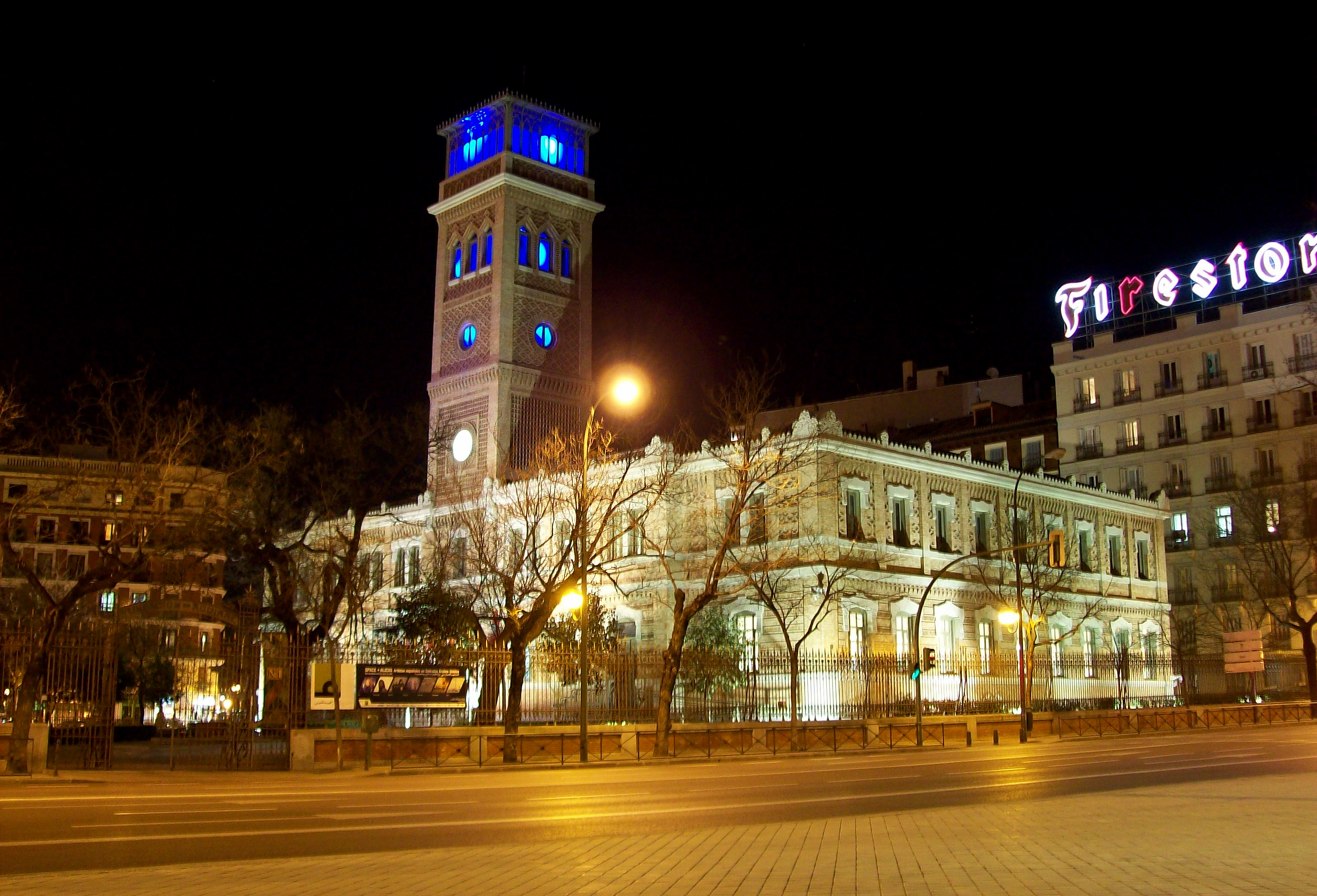
Escuelas Aguirre

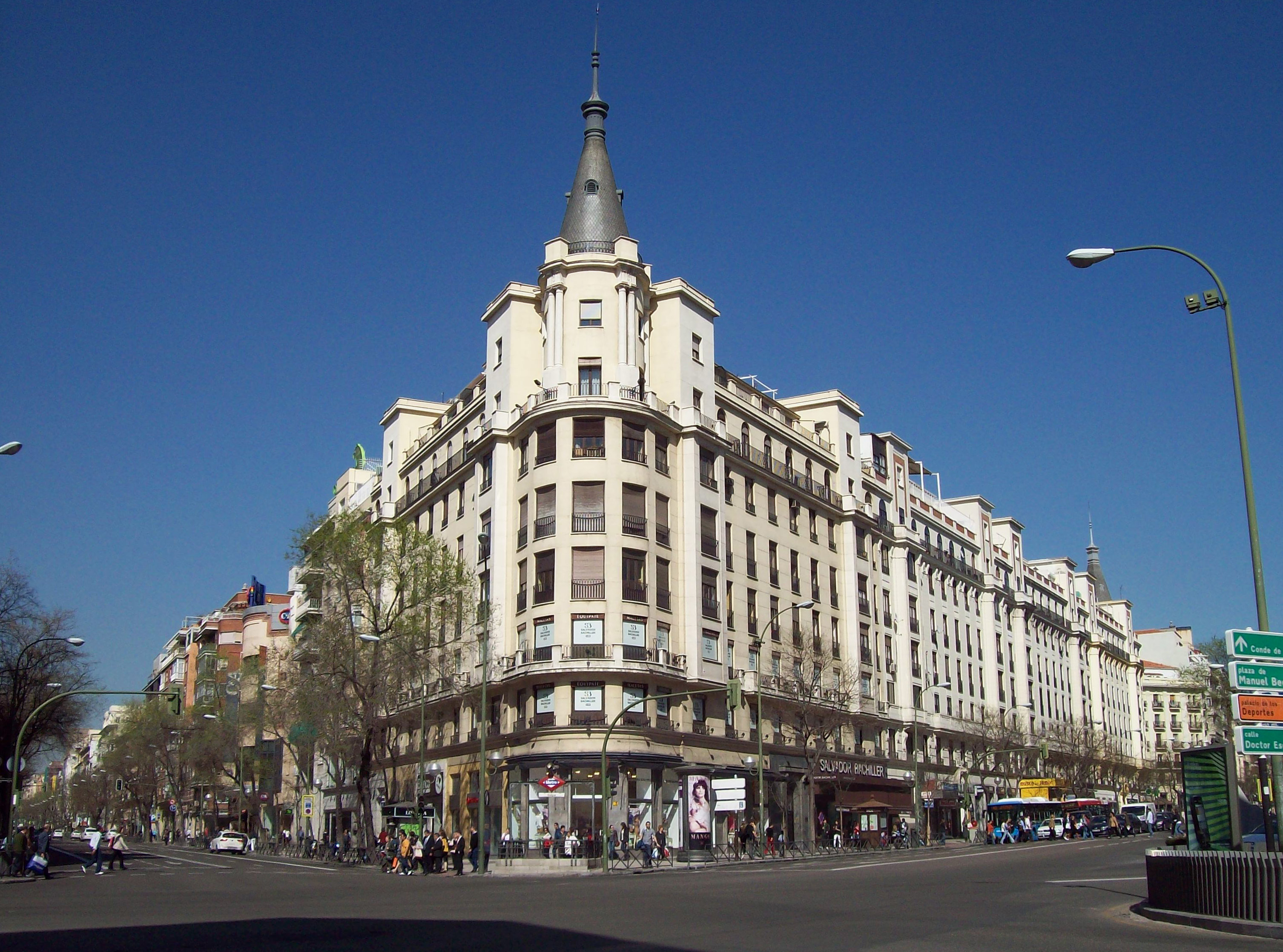
Calle de Alcalá

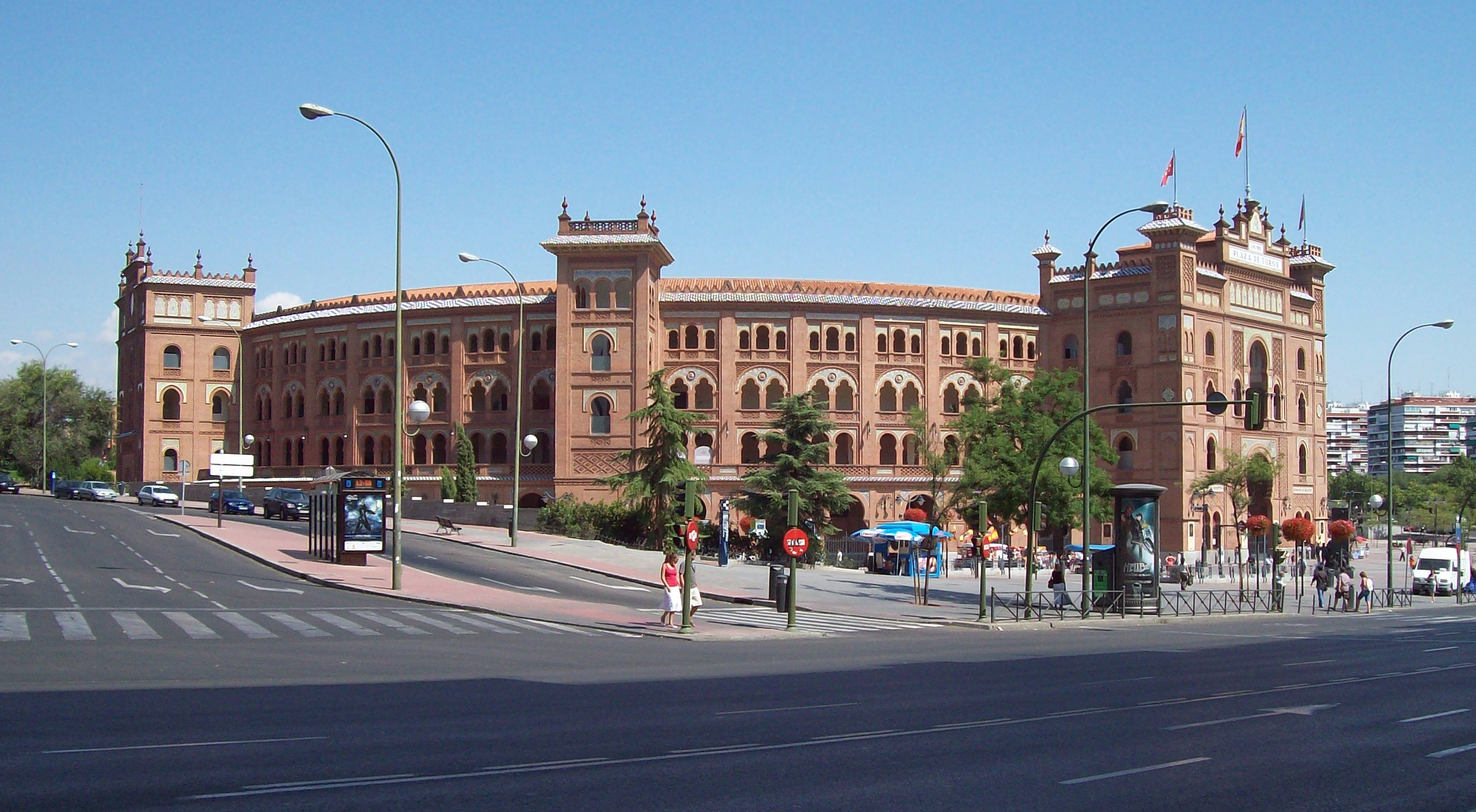
Las Ventas

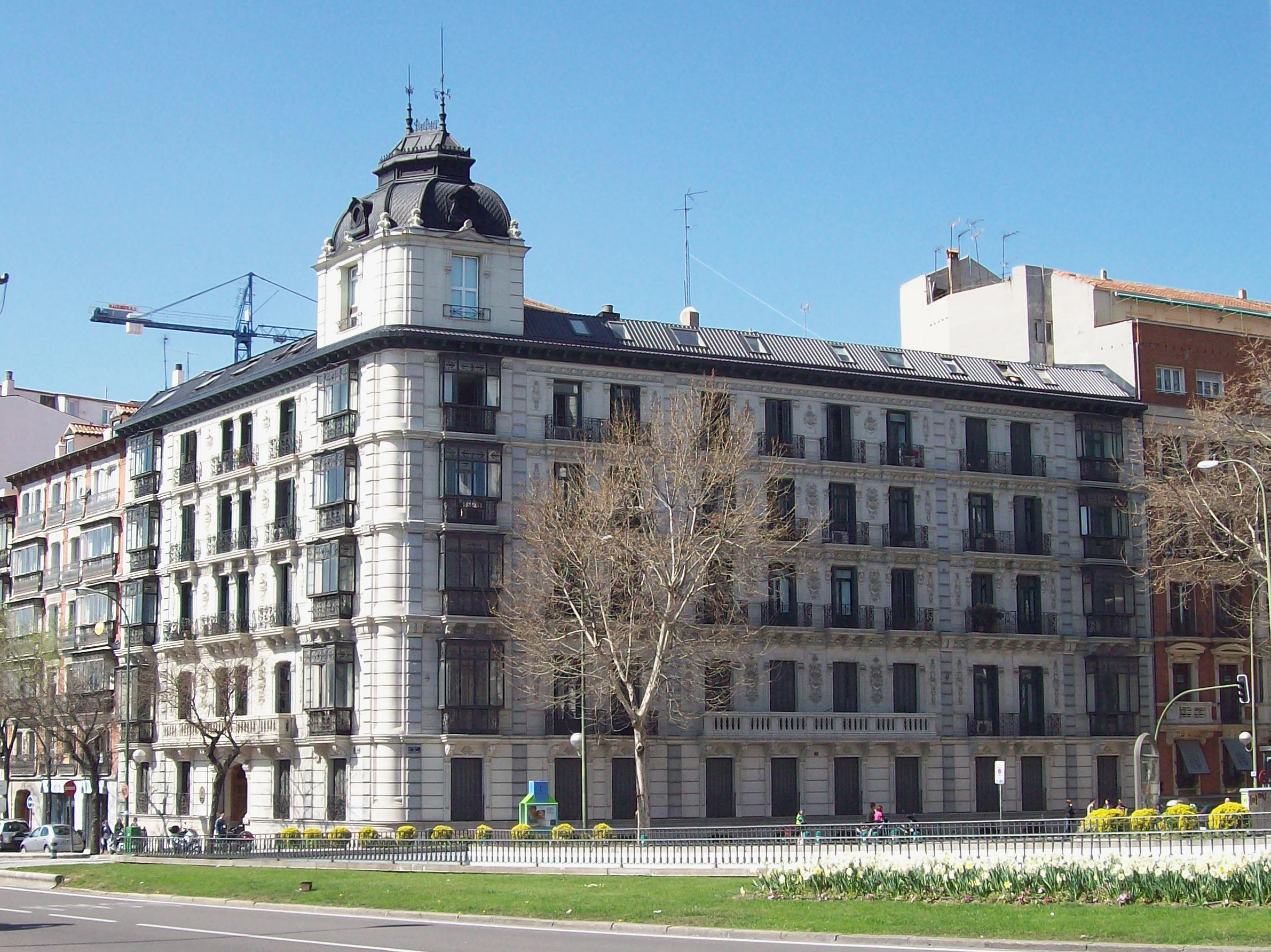
Casa-Palacio de Federico Ortiz

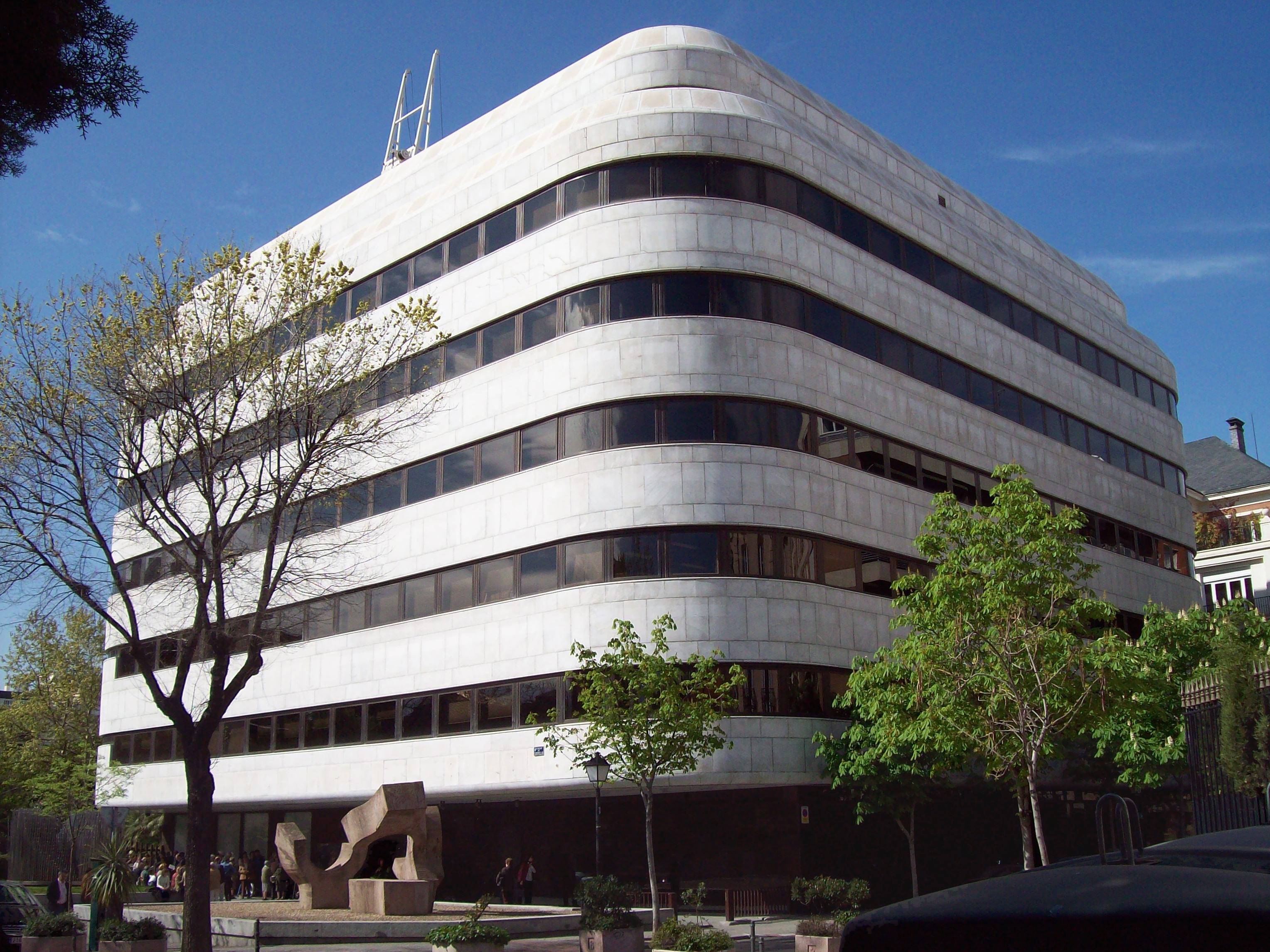
Fundación March

El distrito de Salamanca ha sido tradicionalmente el mayor feudo del Partido Popular en la capital española, y así lo siguió siendo en las elecciones municipales de 2011, en las cuales el Partido Popular obtuvo el 66% de los votos, aunque en 2007 el porcentaje fue del 72%, lo que daba el mejor resultado a esta formación entre los distritos madrileños. El PSOE por su parte se quedó en el 14% (frente al 18% de 2007), pasando así las demás formaciones del 10% de 2007 al 21% en 2011, siendo más representativas estas últimas dado que la participación fue mayor.

## Historia
Al nordeste del casco histórico, la zona más antigua del distrito fue ordenada por el Plan Castro de 1860, estando superado dicho plan en 1927, cuando se urbanizó por completo. La Guindalera y la Fuente del Berro forman parte de desarrollo fuera de las rondas.
En la zona enmarcada por las calles Villanueva, Claudio Coello y Goya se conservan las viviendas características del arquitecto Lecumberri con amplios portales para carruajes, patios interiores y una altura máxima entre 3 y 4 plantas. Existe un edificio de la época del ensanche, de principios del siglo XX en la calle Villanueva entre Lagasca y Claudio Coello, que en su tiempo fue un hotel y se sigue conservando en su estado original.
En la plaza de la Independencia, frente al Retiro estuvo la 
plaza de toros de Madrid durante 125 años, entre 1749 y 1874, año en que se derribó, dando la alternativa del toreo madrileño a la nueva plaza de toros de la Fuente del Berro, en la carretera de Aragón, que a su vez fue derribada en 1934, y en cuyo solar se levantó el primitivo palacio de los deportes; edificio que en 2001 resultó destruido por un incendio y luego reedificado. La última plaza de toros, la actual Plaza de las Ventas, se edificó también en este distrito, junto al puente de Ventas.
En la zona sur del distrito de Salamanca existía una estación de ferrocarril (estación del Niño Jesús) donde tenía su término la línea del antiguo ferrocarril de Arganda, parte de cuyo trazado ha sido aprovechado para la ampliación de la línea 9 del Metro de Madrid.

## Transporte

### Cercanías Madrid
Las únicas dos estaciones de Cercanías Madrid que da servicio al distrito son las estaciones de Recoletos y Nuevos Ministerios situada bajo el Paseo de Recoletos y la otra bajo el Paseo de la Castellana, en el límite oeste del distrito. En ellas se pueden tomar trenes de las líneas C-2, C-7, C-8 y C-10 y en la otra las líneas C-2, C-3, C-4, C-7, C-8 y C-10.

### Metro de Madrid
El distrito dispone de los siguientes servicios de metro:
- La línea 2 da servicio a la zona sur del distrito, circulando bajo la calle Alcalá. Las estaciones que dan servicio son Banco de España, Retiro, Príncipe de Vergara, Goya, Manuel Becerra y Ventas.
- La línea 4 circula bajo el paseo de Recoletos y las calles de Goya, Conde de Peñalver y Francisco Silvela, con paradas en Alonso Martínez, Colón, Serrano, Velázquez, Goya, Lista, Diego de León y Avenida de América.
- La línea 5 recorre el corazón del distrito de este a oeste, dando servicio con las estaciones de Alonso Martínez, Rubén Darío, Núñez de Balboa, Diego de León y Ventas.
- La línea 6 da servicio al eje Francisco Silvela-Doctor Esquerdo con las estaciones Nuevos Ministerios, República Argentina, Avenida de América, Diego de León, Manuel Becerra y O'Donnell.
- La línea 7 bordea el distrito por el norte, bajo la calle María de Molina, dándole servicio con las estaciones Avenida de América y Gregorio Marañón. También da servicio al barrio de La Guindalera con las estaciones de Cartagena y Parque de las Avenidas.
- La Línea 8 no circula propiamente bajo el distrito, pero efectúa parada en la estación de Nuevos Ministerios en la esquina este del mismo.
- La línea 9 circula bajo Príncipe de Vergara, una de las principales arterias de la zona, deteniéndose en Avenida de América, Núñez de Balboa y Príncipe de Vergara.
- La línea 10 no circula propiamente bajo el distrito, pero efectúa parada en las estaciones de Alonso Martínez,Gregorio Marañón y Nuevos Ministerios, en la esquina este del mismo.

### Autobuses
Dentro de la red de la EMT de Madrid, las siguientes líneas de autobuses prestan servicio a este distrito:
| Línea             | Terminales                                 |
| ----------------- | ------------------------------------------ |
| 1                 | Cristo Rey – Prosperidad                   |
| 2                 | Manuel Becerra – Reina Victoria            |
| 5                 | Sol / Sevilla – Estación de Chamartín      |
| 7                 | Alonso Martínez – Manoteras                |
| 9                 | Sol / Sevilla – Hortaleza                  |
| 12                | Cristo Rey – Pº Marqués de Zafra           |
| 14                | Conde de Casal – Pío XII                   |
| 15                | Sol / Sevilla – La Elipa                   |
| 16                | Moncloa – Pío XII                          |
| 19                | Plaza Cataluña – Legazpi                   |
| 20                | Sol / Sevilla – Pavones                    |
| 21                | Pº Pintor Rosales – Bº El Salvador         |
| 26                | Tirso de Molina – Diego de León            |
| 27                | Embajadores – Plaza de Castilla            |
| 28                | Puerta de Alcalá – Bº Canillejas           |
| 29                | Felipe II – Manoteras                      |
| 30                | Felipe II – Pavones                        |
| 38                | Manuel Becerra – Las Rosas                 |
| 40                | Tribunal – Alfonso XIII                    |
| 43                | Felipe II – Estrecho                       |
| 45                | Legazpi – Reina Victoria                   |
| 48                | Manuel Becerra – Bº Canillejas             |
| 51                | Sol / Sevilla – Plaza de Perú              |
| 52                | Sol / Sevilla – Santamarca                 |
| 53                | Sol / Sevilla – Arturo Soria               |
| 56                | Diego de León – Puente de Vallecas         |
| 61                | Moncloa – Narváez                          |
| 63                | Felipe II – Bº Santa Eugenia               |
| 71                | Manuel Becerra – Puerta de Arganda         |
| 72                | Diego de León – Hortaleza                  |
| 73                | Diego de León – Feria de Madrid            |
| 74                | Pº Pintor Rosales – Parque de las Avenidas |
| 106               | Manuel Becerra – Vicálvaro                 |
| 110               | Manuel Becerra – Cementerio de la Almudena |
| 114               | Avda. América – Barrio del Aeropuerto      |
| 115               | Avda. América – Barajas                    |
| 122               | Avda. América – Feria de Madrid            |
| 143               | Manuel Becerra – Villa de Vallecas         |
| 146               | Callao – Los Molinos                       |
| 147               | Callao - Barrio del Pilar                  |
| 150               | Sol / Sevilla – Virgen del Cortijo         |
| 152               | Felipe II – Méndez Álvaro                  |
| 156               | Manuel Becerra – Legazpi                   |
| 200               | Avda. América – Aeropuerto                 |
| 210               | Diego de León – La Elipa                   |
| 215               | Felipe II – Parque de Roma                 |
| C1                | Circular 1                                 |
| C2                | Circular 2                                 |
| N1                | Cibeles – Sanchinarro                      |
| N2                | Cibeles – Valdebebas                       |
| N3                | Cibeles – Feria de Madrid                  |
| N4                | Cibeles – Barajas                          |
| N5                | Cibeles – Colonia Fin de Semana            |
| N6                | Cibeles – El Cañaveral                     |
| N7                | Cibeles – Valderrivas                      |
| N8                | Cibeles – Pavones                          |
| N22               | Cibeles – Barrio de La Paz                 |
| N23               | Cibeles – Montecarmelo                     |
| N24               | Cibeles – Las Tablas                       |
| N25               | Alonso Martínez – Villa de Vallecas        |
| N26               | Alonso Martínez – Aluche                   |
| Exprés Aeropuerto | Cibeles – Aeropuerto/Airport               |
| NC1               | Circular 1                                 |
| NC2               | Circular 2                                 |
| E2                | Felipe II – Las Rosas                      |
| E3                | Felipe II – Valderrivas                    |
| E4                | Felipe II – Valdebernardo                  |
| E5                | Manuel Becerra - El Cañaveral              |
| Exprés Aeropuerto | Atocha/City Center – Aeropuerto/Airport    |

## Educación

### Educación infantil, primaria y secundaria
En el distrito de Salamanca, hay 10 guarderías (1 pública y 9 privadas), 3 colegios públicos de educación infantil y primaria, 2 institutos de educación secundaria y 14 colegios privados (con y sin concierto), entre ellos destaca el centenario colegio Nuestra Señora del Pilar en el cual se educaron numerosas personalidades de la vida social, intelectual, política y económica española.
Escuelas Infantiles:
- Escuela Infantil Trazos. Desde 2009 (anteriormente El Descanso de Mamá (1969).
- Brains Nursery School Escuela infantil bilingüe con más de 30 años de experiencia.
- Escuela Infantil Los Pinos Fundada en 1970.

## El distrito de Salamanca en la literatura
Manuel Longares describe en su novela Romanticismo (2001) la vida de la alta burguesía del distrito de Salamanca en el momento de la muerte del general Franco.

## Fiestas
La única fiesta incluida en el programa oficial del distrito es la del Pilar, el 12 de octubre.

## Política
| Partidos                        | Votos  | Porcentaje |
| ------------------------------- | ------ | ---------- |
| Fuente: Ministerio del Interior |        |            |
| PP                              | 35.336 | 40.87 %    |
| VOX                             | 21.938 | 25.21 %    |
| PSOE                            | 10.090 | 11.51 %    |
| Ciudadanos                      | 8.311  | 9.61 %     |
| PODEMOS-IU                      | 5.685  | 6.57 %     |
| PACMA                           | 589    | 0.67 %     |
| UPYD                            | 295    | 0.34 %     |
| RECORTES CERO-GRUPO VERDE       | 101    | 0.12 %     |
| FE DE LAS JONS                  | 47     | 0.05 %     |
| PCPE                            | 39     | 0.04 %     |
| P-LIB                           | 28     | 0.03 %     |
| SAIN                            | 21     | 0.02 %     |
| PH                              | 19     | 0.02 %     |